# Sangonghesaurus
"Sangonghesaurus" (san-gong-eh-SORE-us; "thằn lằn Sangonghe") là một tên không chính thức được đặt cho một chi khủng long. Vài nhà nghiên cứu (như George Olshevsky) cho rằng nó thực ra là một tên khác của Tianchisaurus.